# Хірам Пауерс

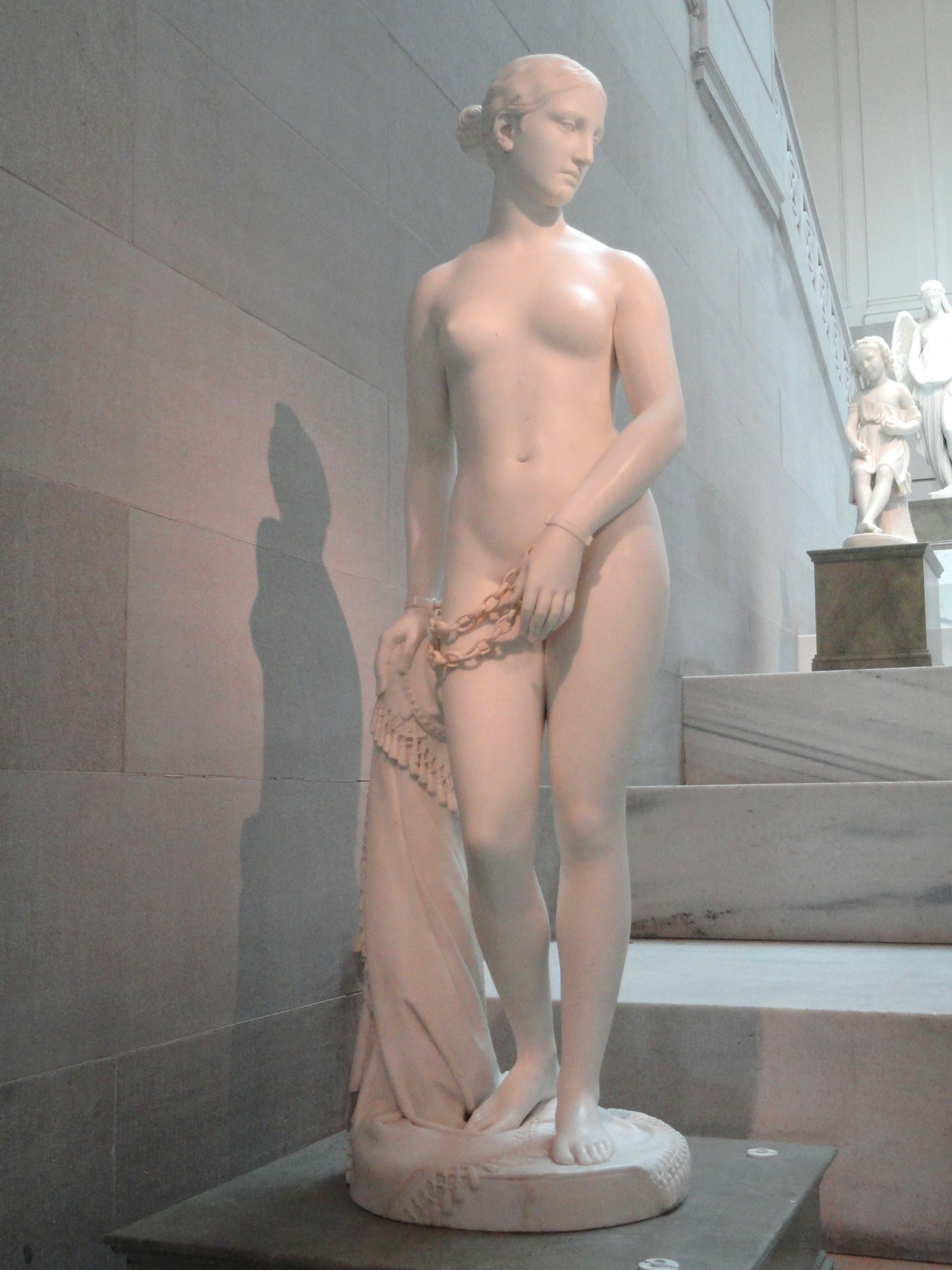
«Грецька рабиня», робота Хірама Пауерса

Хірам Пауерс (англ. Hiram Powers; 29 червня 1805, Вудсток, Вермонт, США — 27 червня 1873, Флоренція, Італія) — американський неокласичний скульптор.

## Біографія
Народився у сім'ї фермера. У 1818 його батько переїхав жити в Огайо, де оселився за шість миль від Цинциннаті, і Пауерс навчався там у школі протягом року. Після закінчення школи він знайшов роботу суперінтендантом у читальному залі головного готелю міста, але незабаром, за його власними словами, був змушений залишити це місце, оскільки грошей не вистачало на одяг та взуття, і він став клерком в універсальному магазині.
У віці 17 років став помічником Лумана Вотсона, годинникаря з Цинциннаті. Працюючи з ним, Хірам отримав кваліфікацію у галузі моделювання фігур.
У 1826 став частим гостем у студії Фредеріка Екштейна, і відразу зайнявся сильною пристрастю до мистецтва скульптури.
У 1837 оселився у Флоренції, де і залишався до самої своєї смерті, хоча іноді виїжджав подорожувати до Англії.
Похований на Англійському цвинтарі у Флоренції.